# Чёрная Рыдыга
Чёрная Рыдыга — речка в Шумячском и Рославльском районах Смоленской области, левый приток Остра. Длина 14 километров.
Начинается возле деревни Зорьки Рославльского района Смоленской области. Общее направление течения на запад. Протекает мимо деревень Зорьки, Слобода, Прудок и Самолюбово после чего впадает в Остёр. Возле Самолюбово на реке большой пруд.
Притоков, кроме нескольких безымянных ручьёв не имеет.